# Ormoy-Villers
Pour les articles homonymes, voir Ormoy et Villers.
Ormoy-Villers est une commune française située dans le département de l'Oise, en région Hauts-de-France.
Ses habitants sont appelés les Ormoisiens.

## Géographie
Située dans un milieu rural, Ormoy-Villers se trouve à quelques minutes en voiture de la ville de Crépy-en-Valois  et se situe sur un axe Compiègne - Paris. Ormoy-Villers ne se trouve qu'à 35 minutes de la zone commerciale de Compiègne, celle de Creil-Saint-Maximin, ainsi que celle de Claye-Souilly. La commune se trouve aussi à environ 30 minutes de l'aéroport Paris-Charles-de-Gaulle.
|                     | Duvy               | Rouville       |
| Auger-Saint-Vincent | Ormoy-Villers      | Levignen       |
|                     | Péroy-les-Gombries | Boissy-Fresnoy |

### Hydrographie
La commune est située dans le bassin Seine-Normandie. Elle n'est drainée par aucun cours d'eau,.

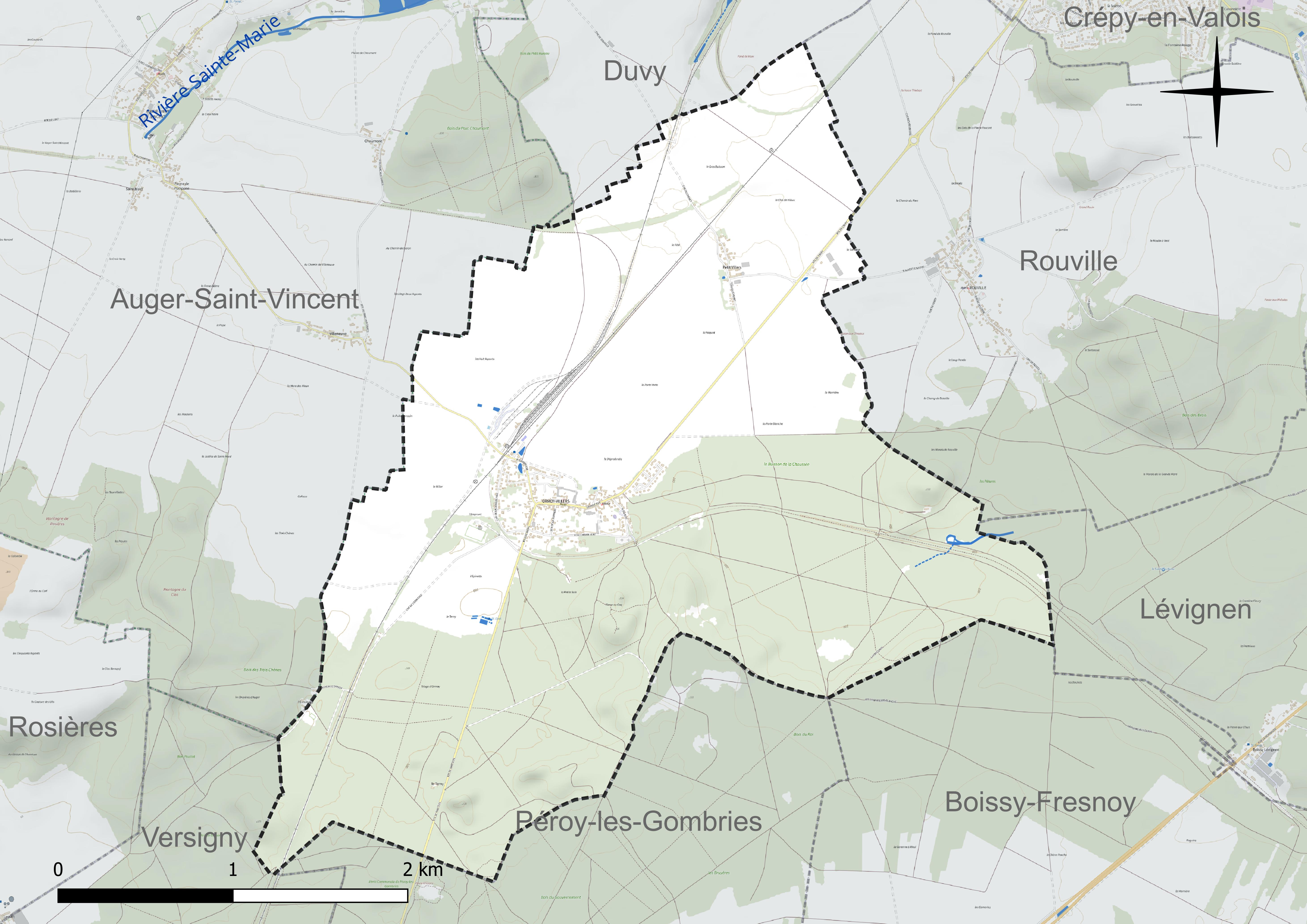
Réseau hydrographique d'Ormoy-Villers.

### Climat
Pour des articles plus généraux, voir Climat des Hauts-de-France et Climat de l'Oise.
En 2010, le climat de la commune est de type climat océanique dégradé des plaines du Centre et du Nord, selon une étude du CNRS s'appuyant sur une série de données couvrant la période 1971-2000. En 2020, Météo-France publie une typologie des climats de la France métropolitaine dans laquelle la commune est exposée à un climat océanique altéré et est dans la région climatique  Nord-est du bassin Parisien, caractérisée par un ensoleillement médiocre, une pluviométrie moyenne régulièrement répartie au cours de l'année et un hiver froid (3 °C). 
Pour la période 1971-2000, la température annuelle moyenne est de 10,7 °C, avec une amplitude thermique annuelle de 14,8 °C. Le cumul annuel moyen de précipitations est de 723 mm, avec 10,3 jours de précipitations en janvier et 8,7 jours en juillet. Pour la période 1991-2020, la température moyenne annuelle observée sur la station météorologique la plus proche, située sur la commune du Plessis-Belleville à 13 km à vol d'oiseau, est de 11,4 °C et le cumul annuel moyen de précipitations est de 661,7 mm,. Pour l'avenir, les paramètres climatiques de la commune estimés pour 2050 selon différents scénarios d'émission de gaz à effet de serre sont consultables sur un site dédié publié par Météo-France en novembre 2022.

## Urbanisme

### Typologie
Au 1er janvier 2024, Ormoy-Villers est catégorisée commune rurale à habitat dispersé, selon la nouvelle grille communale de densité à sept niveaux définie par l'Insee en 2022.
Elle est située hors unité urbaine. Par ailleurs la commune fait partie de l'aire d'attraction de Paris, dont elle est une commune de la couronne,. 

### Occupation des sols
L'occupation des sols de la commune, telle qu'elle ressort de la base de données européenne d'occupation biophysique des sols Corine Land Cover (CLC), est marquée par l'importance des forêts et milieux semi-naturels (50,6 % en 2018), une proportion sensiblement équivalente à celle de 1990 (49,9 %). La répartition détaillée en 2018 est la suivante : 
forêts (50,6 %), terres arables (44,5 %), zones urbanisées (4,9 %). L'évolution de l'occupation des sols de la commune et de ses infrastructures peut être observée sur les différentes représentations cartographiques du territoire : la carte de Cassini (XVIIIe siècle), la carte d'état-major (1820-1866) et les cartes ou photos aériennes de l'IGN pour la période actuelle (1950 à aujourd'hui).

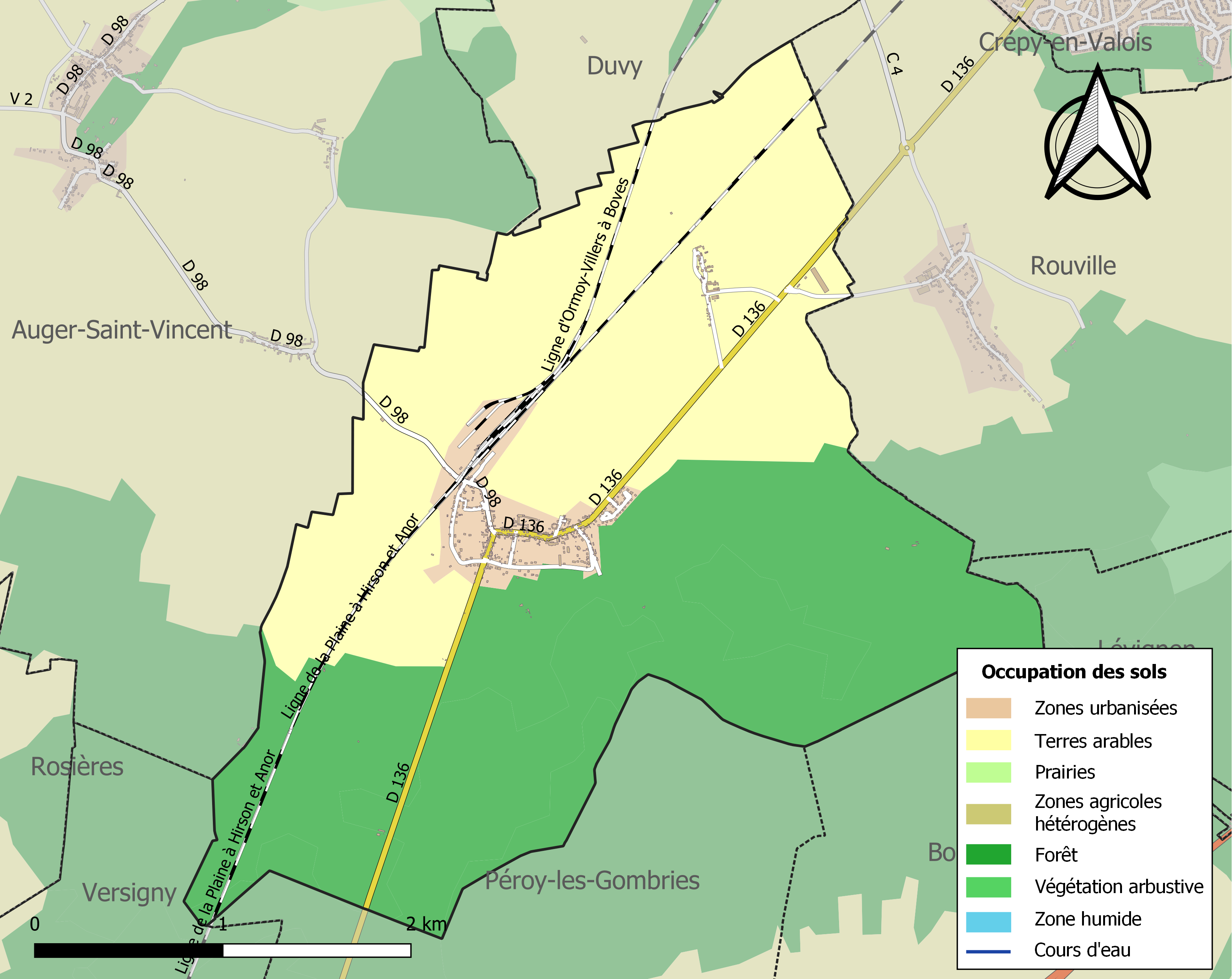
Carte des infrastructures et de l'occupation des sols de la commune en 2018 (CLC).

### Voies de communication et transports
La gare d'Ormoy-Villers est desservie par des trains de la ligne K du Transilien effectuant des missions entre les gares de Paris-Nord et de Crépy-en-Valois.
La commune est desservie, en 2023, par les lignes 691 et 6442 du réseau interurbain de l'Oise.

## Toponymie
- Ormoy est citée sous les formes de Ulmeto en 1182[12], apud Ulmaium vers 1200[12], Ulmeium en  1245[12],  ife Urmeio en 1258[12], d'Ormay vers 1269[12], Ormerum vers 1330[12], Ulmerium, Ormeyum in mediis campis, Ourmoy vers 1380[12], Ormoy en 1410[12], Ormoy-emmi-les-Champs, Ormoi[Quand ?][13], en 1793 le nom de la commune est orthographié Ormoi Villers ; sur la carte de Cassini la commune est dénommée Ormoy-Esmy-les-Champs puis le Bull. des Lois de 1801 évoque, Ormoy-mi-les-Champs, et le village devient ensuite Ormoy-Villers[14].

Ormoy remonte à un type toponymique gallo-roman *ULMETU (latin ulmus « orme »), le suffixe -ETU (autrement noté -etum) est un suffixe à valeur collective utilisé pour désigner un ensemble de végétaux appartenant à la même espèce, d'où le sens global pour Ormoy de  lieu planté d'ormes. La forme féminine du suffixe : -ETA a donné le suffixe -aie, encore productif dans cet usage (ormaie, saulaie, etc.). Les formes anciennes d'Ormoy montrent une évolution -ei > -oy caractéristique du picard et de l'Est de la France, alors qu'il est resté plus généralement -ei, noté -ey ou -ay ailleurs dans le domaine d'oïl (cf. picard le Quesnoy = normand le Quesney). Le déterminant complémentaire emmi-les-Champs signifie au milieu des champs .
- Petit-Villers est mentionné en tant que Villares in mediis campis[Quand ?], Villares super Ulmeium[Quand ?], Villers-emmi-les-Champs[Quand ?], Vilers, Villers-sur-Ormoy[Quand ?], Villiers[Quand ?][15].

Dans la région, l'usage veut que le nom Villers, seul ou placé en tête d'un composé, se prononce « vilère », en tant qu'appellatif toponymique suffixé -villers, il se dit « vilé ».
Le village d'Ormoy est cité dans une bulle du pape Lucien III. Le village de Villers-Esmi-les-Champs (actuellement Petit Villers) lui a été associé en 1773[réf. nécessaire].

## Préhistoire
Toute la zone a connu une occupation préhistorique.
Le préhistorien Étienne Patte a notamment découvert des haches polies, des éclats de silex, une pointe de flèche et un menhir (en 1909) sur le « Mont de Rouville »  au lieu-dit « le champ de bataille » dans le bois Ormoy-Villers, presque à la limite des communes d'Ormoy et de Rouville, ainsi qu'un « polissoir à cuvette » à Ormoy-Villers, (qui a ensuite disparu). Il signale un dolmen à peu près à égale distance entre Nanteuil-le-Haudoin et Ormoy-Villers  (avec silex du Grand-Pressigny) ; rem : des débris d'un autre dolmen ont été à l'époque signalé au sommet de la Côte du Camp à Mareuil-sur-Ourcq.

## Histoire
Une activité économique à l'époque de l'empire romain est attestée par la découverte en 1840 d'un trésor de cinq cents monnaies, dans les fondations d'une maison du village.
Au XIIe siècle la seigneurie d'Ormoy appartenait déjà au chevalier Colard d'Ormoy. Le château fut détruit au cours de la jacquerie en 1358, reconstruit en 1711 et démoli lors de la  Révolution française. Une ferme subsiste avec les restes du château, une autre datant du XVIIe se trouve avec les traces d'une église au Petit-Villers. L'église Saint-Martin (IMH) qui date des XIIe et XVe siècles et ne possède pas de clocher, est rattachée au groupement touristique des « 35 clochers » de la vallée de l'Automne. Une partie du territoire communal est boisée (Bois-du-Roi)
Ormoy, village de plaine situé au cœur d'une grande région agricole, sur la route de Crépy-en-Valois à Nanteuil-le-Haudouin, s'adosse au massif forestier du Bois-du-Roi où l'on trouve au lieu-dit la Terrière  un mégalithe haut de 7 m surnommé la Pierre au coq. Ce massif forestier, dans les premiers au nord de Paris, s'inscrit dans un riche et rare complexe écopaysager de grand intérêt faunique et floristique (ZNIEFF, ZICO, ZPS, Natura 2000).
Ce village était aussi un important centre de tri, nœud ferroviaire avec de nombreux raccordements permettant, et ce dès 1861, de relier Amiens à la ligne de Paris-Soissons, à celle de Paris-Reims, ainsi qu'à une ligne allant à Chantilly via Senlis et une dernière allant à Mareuil-sur-Ourcq.
En 1939, le village se trouve sur le tracé de la ligne Chauvineau, une série de fortifications légères chargées d'assurer une dernière couverture de Paris en cas d'invasion.
Les 11 et 12 juin 1940 de violents combats opposent des soldats français appartenant notamment aux 8e, 30e et 61e BCP, appuyées sur la ligne Chauvineau aux forces allemandes. Ceux-ci entraînent des destructions dans le village.

## Politique et administration
| Période                                  | Période  | Identité         | Étiquette | Qualité                                                  |
| ---------------------------------------- | -------- | ---------------- | --------- | -------------------------------------------------------- |
| Les données manquantes sont à compléter. |          |                  |           |                                                          |
| 2001                                     | 2003     | Pierre Barier    |           | Démissionnaire                                           |
| 2003                                     | 2014     | Daniel Cokelaere | SE        | Retraité (cadre dans le secteur privé)                   |
| 2014                                     | 2020     | Ghislain Gilbert |           | Retraité                                                 |
| 15/03/2020                               | En cours | Pascal Etain     |           | Maître de conférences de droit Université Paris-Dauphine |

## Population et société

### Démographie

#### Évolution démographique
L'évolution du nombre d'habitants est connue à travers les recensements de la population effectués dans la commune depuis 1793. Pour les communes de moins de 10 000 habitants, une enquête de recensement portant sur toute la population est réalisée tous les cinq ans, les populations de référence des années intermédiaires étant quant à elles estimées par interpolation ou extrapolation. Pour la commune, le premier recensement exhaustif entrant dans le cadre du nouveau dispositif a été réalisé en 2004.

En 2022, la commune comptait 795 habitants, en évolution de +26,79 % par rapport à 2016 (Oise : +0,87 %, France hors Mayotte : +2,11 %).
| 1793 | 1800 | 1806 | 1821 | 1831 | 1836 | 1841 | 1846 | 1851 |
| ---- | ---- | ---- | ---- | ---- | ---- | ---- | ---- | ---- |
| 198  | 208  | 249  | 244  | 306  | 304  | 308  | 326  | 290  |

| 1856 | 1861 | 1866 | 1872 | 1876 | 1881 | 1886 | 1891 | 1896 |
| ---- | ---- | ---- | ---- | ---- | ---- | ---- | ---- | ---- |
| 311  | 332  | 303  | 299  | 295  | 348  | 337  | 397  | 453  |

| 1901 | 1906 | 1911 | 1921 | 1926 | 1931 | 1936 | 1946 | 1954 |
| ---- | ---- | ---- | ---- | ---- | ---- | ---- | ---- | ---- |
| 431  | 420  | 421  | 535  | 480  | 530  | 507  | 512  | 528  |

| 1962 | 1968 | 1975 | 1982 | 1990 | 1999 | 2004 | 2006 | 2009 |
| ---- | ---- | ---- | ---- | ---- | ---- | ---- | ---- | ---- |
| 558  | 537  | 627  | 610  | 645  | 655  | 655  | 644  | 638  |

| 2014 | 2019 | 2022 | - | - | - | - | - | - |
| ---- | ---- | ---- | - | - | - | - | - | - |
| 635  | 677  | 795  | - | - | - | - | - | - |

#### Pyramide des âges
La population de la commune est relativement jeune.
En 2018, le taux de personnes d'un âge inférieur à 30 ans s'élève à 33,3 %, soit en dessous de la moyenne départementale (37,3 %). À l'inverse, le taux de personnes d'âge supérieur à 60 ans est de 20,7 % la même année, alors qu'il est de 22,8 % au niveau départemental.
En 2018, la commune comptait 327 hommes pour 333 femmes, soit un taux de 50,45 % de femmes, légèrement inférieur au taux départemental (51,11 %).
Les pyramides des âges de la commune et du département s'établissent comme suit.
| Hommes | Classe d’âge | Femmes |
| ------ | ------------ | ------ |
| 0,3    | 90 ou +      | 1,2    |
| 4,8    | 75-89 ans    | 6,4    |
| 15,8   | 60-74 ans    | 12,9   |
| 28,1   | 45-59 ans    | 26,3   |
| 19,7   | 30-44 ans    | 18,1   |
| 14,6   | 15-29 ans    | 16,7   |
| 16,7   | 0-14 ans     | 18,4   |

| Hommes | Classe d’âge | Femmes |
| ------ | ------------ | ------ |
| 0,5    | 90 ou +      | 1,4    |
| 5,5    | 75-89 ans    | 7,6    |
| 15,6   | 60-74 ans    | 16,3   |
| 20,8   | 45-59 ans    | 20     |
| 19,4   | 30-44 ans    | 19,4   |
| 17,6   | 15-29 ans    | 16,2   |
| 20,6   | 0-14 ans     | 19,1   |

## Héraldique
| Armes d'Ormoy-Villers | Les armes d'Ormoy-Villers se blasonnent ainsi : deux écus accolés d'or au lion de gueules et d'azur aux trois bandes d'or. |

## Lieux et monuments

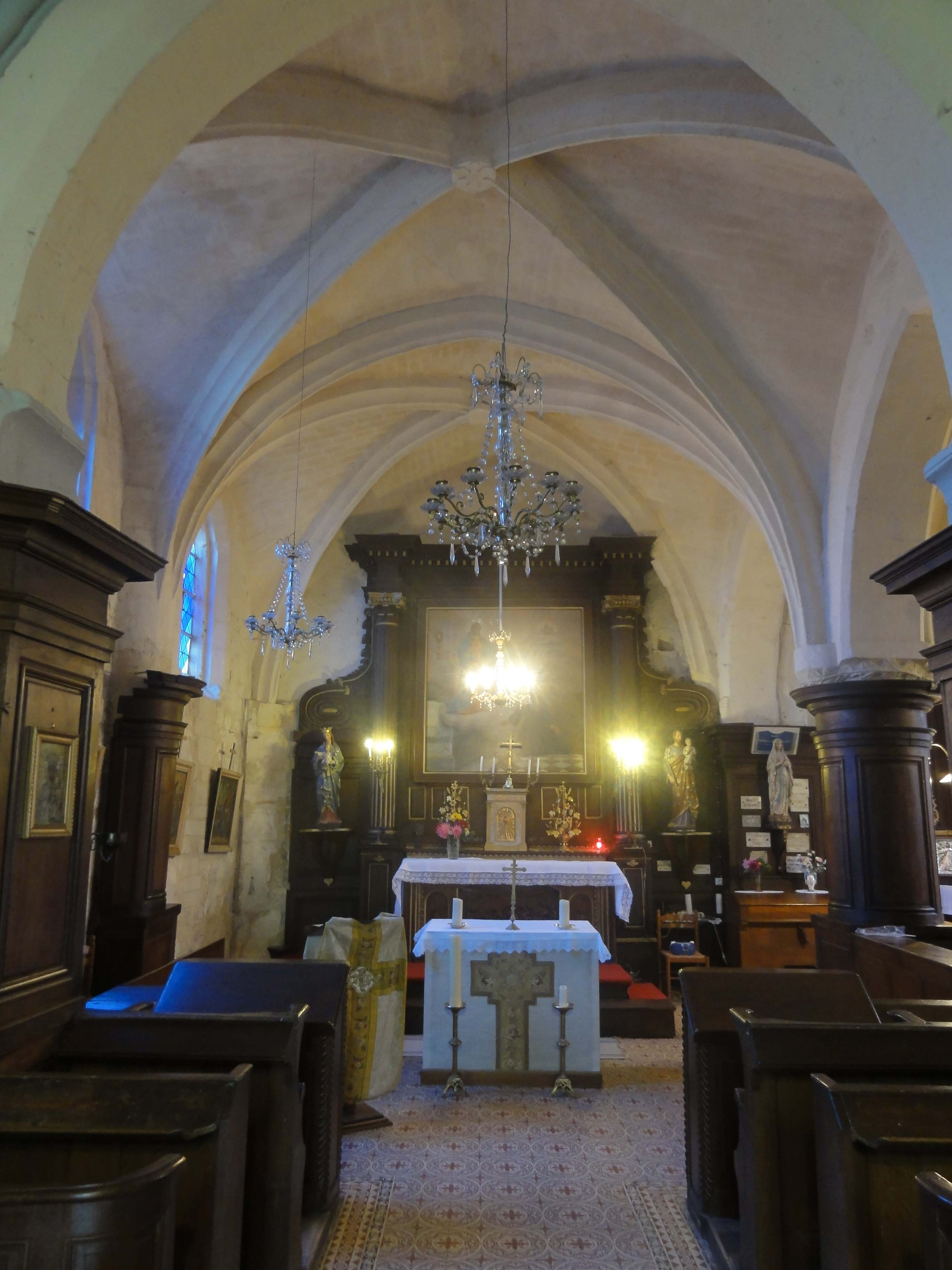
Chœur de l'église.

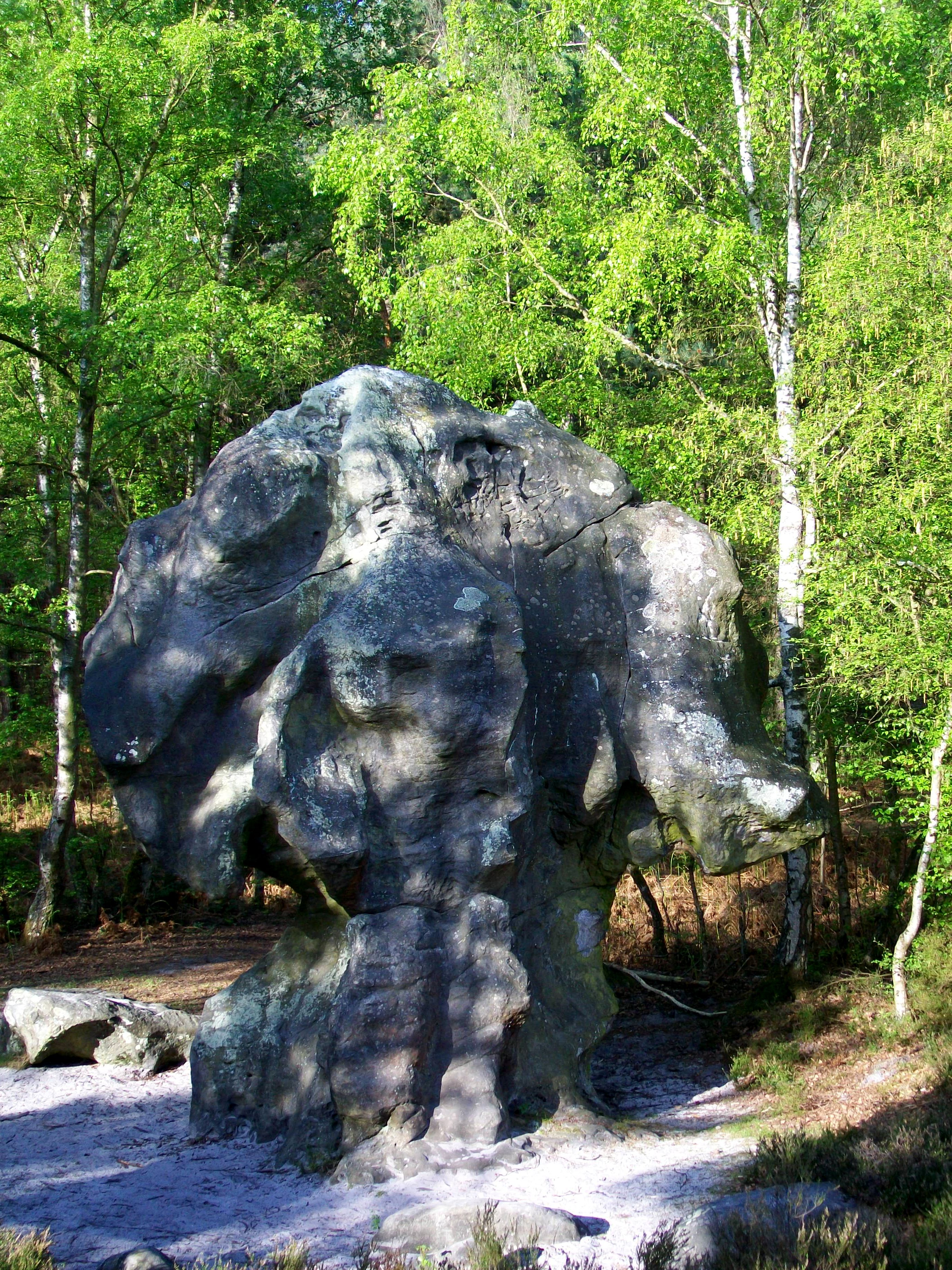
La pierre au Coq, bloc de grès, curieuse formation naturelle dans le bois du Roi.

### Monument historique
Ormoy-Villers ne compte qu'un seul monument historique sur son territoire.
- Église Saint-Martin, place de l'Église / Grande-Rue (inscrite monument historique par arrêté du 28 janvier 1970[26]) : Sa partie la plus ancienne, le chevet du chœur, est de style roman et date de la première moitié du XIIe siècle. Au cours de la seconde moitié du XIIe siècle, le chœur de deux travées a été voûté d'ogives, et au XIVe siècle, sa superficie a été doublée par l'adjonction d'un collatéral, mais peu de vestiges subsistent de cette époque. L'église souffre lourdement sous la guerre de Cent Ans, et les parties orientales sont en grande partie rebâties à la période gothique flamboyant, à la fin du XVe siècle. La nef et son bas-côté, sans style véritable, pourraient comporter des parties du XIIe siècle, mais le mur du nord date sans doute de la reconstruction flamboyante, et la façade est moderne. Sur le plan architectural, l'église Saint-Martin n'offre rien de bien remarquable. C'est une petite église rurale dont la relative complexité témoigne des vicissitudes du temps. Sa silhouette particulière, avec un pignon percé de deux fenêtres orienté vers le sud, et un bas-côté rustique, empêchent la confusion avec toute autre église des environs. L'intérieur, un peu sombre et voûté à un niveau assez bas, vaut surtout pour son ensemble de mobilier cohérent du XIXe siècle[27].

### Autres éléments du patrimoine
- Monuments Préhistoriques : Un menhir et deux polissoirs ont été découverts au début du XXème siècle au Mont-de-Rouville par Etienne Patte. Les deux polissoirs ont été mis à l'abri par leur inventeur, mais le menhir doit être toujours en place.
- Plusieurs fermes de caractère, présentant une architecture typique de la région dans un bon état de conservation.
- La mare (à l'entrée ouest du village) : jadis importante pour la lutte contre d'éventuels incendies et l'abreuvage des troupeaux, mais aujourd'hui disparue dans la plupart de villages.
- La forêt « bois du Roi » avec une zone de sol sablonneux, de landes sèches et de chaos rocheux. Une partie de ce bois privé est ouvert au public pour permettre la visite de cette zone naturelle remarquable, sur deux sentiers balisés de 1 350 m et de 2 150 m, avec une aire de pique-nique. La principale curiosité de la forêt est la fameuse « Pierre au coq », bien connue par les marcheurs. Si sa forme actuelle n'évoque plus grand chose, elle ressemblait auparavant (comme son nom l'indique) à un coq. L'accès à la forêt se fait par la rue du bois et le pont qui enjambe la voie ferrée désaffectée de Mareuil près du cimetière - table d'orientation.
- Découvertes archéologiques : voir par exemple la publication d'Étienne Patte sur le polissoir d'Ormoy-Villers en 1910.
- Monument en hommage aux soldats des 8e, 30e et 61e BCP tombés pour la défense d'Ormoy-Villers : situé à la sortie sud du village, au bord de la route menant à Nanteuil-le-Haudouin. Non loin du monument, on peut voir un blockhaus de la ligne Chauvineau.